# Nati nel 1454
| Questa pagina contiene informazioni ricavate automaticamente dalle voci biografiche con l'ausilio del template Bio e di un bot. L'aggiornamento è periodico e automatico e ricostruisce completamente la pagina. Se manca una persona in questa lista, sei pregato di non aggiungerla, ma accertati piuttosto che la sua voce biografica contenga il template Bio e che i dati anagrafici siano correttamente compilati. Se il template Bio manca, inseriscilo tu stesso o, in alternativa, metti l'avviso {{tmp\|Bio}} che ne segnala la mancanza. Se i dati riportati sono sbagliati, correggi direttamente la voce biografica; le modifiche saranno visibili in questa lista entro pochi giorni. Per chiarimenti vedi il progetto biografie. La lista contiene solo le 28 persone che sono citate nell'enciclopedia e per le quali è stato implementato correttamente il template Bio. Pagina aggiornata al 18 mag 2025. |

- 27 gennaio - Juan López, cardinale e arcivescovo cattolico spagnolo († 1501)
- 9 marzo - Amerigo Vespucci, navigatore, esploratore e cartografo italiano († 1512)
- 21 maggio - Ermolao Barbaro il Giovane, umanista, patriarca cattolico e diplomatico italiano († 1493)
- 3 giugno - Boghislao X di Pomerania, duca tedesco († 1523)
- 14 luglio - Agnolo Poliziano, poeta, umanista e filologo classico italiano († 1494)
- 1º agosto - Luigi di Challant, nobile italiano († 1487)
- 7 agosto - Markus Röist, ufficiale svizzero († 1524)
- 7 settembre - Giuliano Tornabuoni, vescovo cattolico italiano
- 25 novembre - Caterina Corner, sovrana († 1510)
- Renato d'Alençon, duca e conte francese († 1492)
- Alessio V di Trebisonda, imperatore bizantino († 1463)
- Antonio de Guevara, II conte di Potenza, politico e diplomatico spagnolo († 1513)
- Giacomo Filippo Bertoni, religioso italiano († 1483)
- Bonino de Boninis, editore e tipografo dalmata († 1528)
- Bergonzio Botta, funzionario italiano († 1504)
- Filippo Decio, giurista italiano
- Francisco Desprats, cardinale e vescovo cattolico spagnolo († 1504)
- Peter van Diest, scrittore fiammingo († 1507)
- George Grey, II conte di Kent, nobile e politico inglese († 1505)
- Francis Lovell, nobile e militare inglese
- Domenico Maria Novara da Ferrara, astronomo italiano († 1504)
- Girolamo Olgiati, umanista italiano († 1477)
- Caterina Pico, nobildonna italiana († 1501)
- Richard Puller de Hohenbourg, nobile e cavaliere svizzero († 1482)
- Wendelin Stambach, teologo tedesco († 1519)
- Alexander Stewart, condottiero scozzese († 1485)
- Uesugi Akisada, militare giapponese († 1510)
- Carlo Domenico del Carretto, cardinale e arcivescovo cattolico italiano († 1514)